# Declaração dos Direitos da Mulher e da Cidadã
A Declaração dos Direitos da Mulher e da Cidadã (em francês: Déclaration des droits de la femme et de la citoyenne) é um texto jurídico produzido em 1791, exigindo status de completa assimilação jurídica, política e social das mulheres. Apresenta as reivindicações e a participação feminina na Revolução Francesa.

## História
Redigido em setembro de 1791 pela escritora Marie Gouze, conhecida como Olympe de Gouges, sobre o modelo da Declaração dos Direitos do Homem e do Cidadão que fora proclamada em 27  agosto de 1789, mas não contemplando as mulheres.
O escrito de Olympe de Gouges foi dirigido à Rainha Maria Antonieta.[carece de fontes?] Primeiro documento da Revolução Francesa a mencionar a igualdade jurídica e legais das mulheres em comparação aos homens, a Declaração dos Direitos da Mulher e da Cidadã foi elaborada para ser apresentada à Assembleia Nacional em 28 outubro de 1791 a ser adotada, se aprovada.
Esta Declaração repensa a Declaração dos Direitos do Homem e do Cidadão, que ao enumerar os direitos o faz para serem aplicados apenas aos homens, enquanto as mulheres não tinham o direito ao voto, de acesso a instituições públicas, liberdade profissional, direitos de propriedade, etc. Olympe de Gouges defende, ironicamente, contra o preconceito masculino, a causa das mulheres: "Mulher nasce livre e permanece igual ao homem em direitos". Nele viu-se denunciado o fato de que a Revolução esqueceu as mulheres em seu projeto de liberdade e igualdade.
Entretanto, ao recorrermos à memória histórica e analisarmos que as funções sociais e a participação política entre homens e mulheres, naquela época, não eram equiparadas, é possível concluirmos que o fato do não inserimento das mulheres na "Declaração dos Direitos do Homem e Cidadão" foi uma decorrência da Revolução de 1789 que, embora lutara por igualdade, carregava em seus vanguardistas vestígios de pensamentos culturais daquela época e sociedade.
A Convenção rejeitou o projeto.

## Ostracismo da declaração e da autora, resgate recente
A declaração foi rejeitada sendo completamente ignorada política e academicamente e Olympe de Gouges ficou quase desconhecida de pesquisas até ser republicada em 1986 por Benoîte Groult.
A Declaração dos Direitos da Mulher e da Cidadã é, portanto, apontada como uma defesa brilhante e radical em nome de demandas das mulheres e considerada a proclamação autêntica dos direitos humanos universais.

### Homenagens
Em 6 de março de 2004, em Paris, uma praça foi denominada como Place Olympe de Gouges. A praça foi inaugurada pelo prefeito da região, Pierre Aidenbaum, juntamente com a primeira vice-prefeita de Paris, Anne Hidalgo. Na ocasião a atriz Véronique Genest leu um trecho da Declaração dos Direitos da Mulher.
Em 2007, a candidata presidencial francesa, Ségolène Royal expressou o desejo de que os restos mortais de Gouges fossem movidos para o Panteão. No entanto, seus restos, como os das outras vítimas do regime de terror, foram perdidos através do sepultamento em covas comuns, de modo que qualquer enterro (como o de Condorcet) seria cerimonial.